# The Enemy (gruppo musicale)
The Enemy (The Enemy UK negli Stati Uniti) è una band britpop/indie rock formatasi a Coventry (Regno Unito) nel 2006. I componenti del gruppo sono Tom Clarke (chitarra, voce), Andy Hopkins (basso, seconda voce) e Liam Watts (batteria).
La loro musica è influenzata da gruppi quali The Jam, The Clash e Oasis. L'album d'esordio, We'll Live and Die in These Towns, ha suscitato molto interesse nel Regno Unito, raggiungendo la prima posizione in classifica. Il 27 aprile 2009 è uscito il secondo album, Music For The People, che ha debuttato alla seconda posizione delle classifiche britanniche.
Nel 2007 La rivista NME ha definito gli Enemy "il gruppo che stavamo aspettando dai tempi degli Oasis".

## Storia

### La formazione e i primi anni (2006-2007)
I The Enemy sono un gruppo musicale formato dal batterista Liam Watts, dal bassista Andy Hopkins e dal frontman e polistrumentista Tom Clarke. Liam Watts e Andy Hopkins sono di Coventry, mentre Tom Clarke è di Birmingham e solo successivamente si trasferì a Coventry.
Clarke e Hopkins frequentarono la Finham Park Secondary School in città a differenza di Watts che studiava alla Cardinal Newman Secondary School.
Conobbero il loro primo manager, John Dawkins, grazie alla zia di Watts che lavorava con un membro della famiglia Dawkins, quest'ultimo chiese al produttore Matt Terry di fargli un favore, prestare lo studio ai ragazzi nella fascia oraria più economica per poter incidere i loro brani. Terry, produsse il loro primo Demo composto da tre canzoni: Heart Attack, Had Enough e 40 Days and 40 Nights; in seguito Dawkins invio il Demo a David Bianchi della A&R Warner.

### We'll Live And Die In These Town (2007-2008)
Guadagnarono i loro primi consensi quando furono citati dalla NME nel 2007. Aprirono i concerti degli Oasis, The Fratellis, Kasabian, The Paddingtons, Ash, Manic Street Preachers e Stereophonics nei loro tour Inglesi.
Nel giugno del 2007, i The Enemy suonarono due volte al Glastonbury Festival, prima nel 'Guardian Lounge' di sabato e poi nel 'Other Stage' di domenica. Hanno suonato anche come gruppo principale nel 'T In The Park' il 7 luglio del 2007.
Il loro singolo 'Away From Here' debuttò in classifica alla posizione numero 8 e la successiva 'Had Enough' entrò invece alla posizione numero 4.
Grazie alla loro rapida ascesa al successo, da settembre a ottobre 2007 suonarono nel 'NME Rock 'N' Roll Riot Tour' insieme ai Lethal Bizzle e ai The Wombats, suonarono anche al 'Jersey Live Festival'. A settembre del 2007, aprirono anche l'ultima serata del tour dei Rolling Stones nell'O2 Arena.
Nello stesso mese, i The Enemy, dopo aver suonato il loro singolo 'You're Not Alone' per sette secondi, dichiararono di non avere più intenzione di suonare nella trasmissione XFM Breakfast, stando a quanto dichiarato dal presentatore 'Alex Zane'.
Sempre a quanto detto da quest'ultimo, il problema potrebbe essere stato un'intervista che ci fu fra lui e la band. Comunque, durante l'XFM Review del 2008, i presentatori 'Sunta Templeton' e 'Matt Dyson' commentarono quanto accaduto fra la band e Zane.
'Aggro' è stata inclusa nel video game Guitar Hero World Tour.
'Pressure' è stata usata nella pubblicità della terza stagione di 'The Sara Jane Adventures', una famosa serie prodotta dalla BBC.
'We'll Live And Die In These Town' è stata usata nella pubblicità 'Kit-Kat' durante la 'coppa del mondo' del 2010.

### Music For The People (2008-2009)
Nel marzo del 2008 la band cominciò la produzione del secondo album e suonarono sei date consecutive al London Astoria.
Ad aprile 2008 suonarono al 'Coventry's Ricoh Arena', facendo il tutto esaurito in due serate. Il mese consecutivo hanno aperto il concerto dei Kaiser Chiefs al 'Elland Road Stadium'. Hanno suonato come gruppo principale al 'Godiva Festiva'l il 5 luglio del 2008 e al 'Reading & Leeds Festivals' sul palco principale ad agosto.
Insieme ai Kasabian e ai Twisted Wheel, i The Enemy aprirono i concerti degli Oasis del tour Dig Out Your Soul nel 2009, suonando anche al 'Ricoh Arena', situato a Coventry, città natale dei The Enemy. A marzo e aprile 2009 la band cominciò il proprio tour in Inghilterra ed Irlanda, suonando davanti a 70.000 persone, supportati dai Twisted Wheel e Kid British. La cantante di Birmingham Emma Skipp si unì a loro in 'No Time For Tears'. Il 4 giugno i The Enemy si sono visti costretti a lasciare il concerto degli Oasis all'Heaton Park a causa di un avvelenamento da cibo da parte del cantante/chitarrista Tom Clarke. Anche se la band tornò la sera successiva fu comunque rimpiazzata. L'11 luglio Il trio di Coventry disse che sono stati costretti a lasciare il concerto poiché il cantante Tom Clarke ebbe un'intossicazione da giglio.
Be Somebody fu inclusa nel videogame FIFA 10, e il suo video su ITV Sports nella Coppa FA del 2009-2010, 2010-2011, 2011-2012. Il clip della loro canzone 'No Time For Tears' è stata usata nella pubblicità sulla BBC di Lost Land Of The Volcano. No Time For Tears fu anche usata per il video game Wii 'Need For Speed: Nitro'. Be Somebody è attualmente usate nei video di ITV e FA Cup.

## Formazione
- Tom Clarke - voce, chitarra
- Andy Hopkins - cori, basso
- Liam Watts - batteria

## Discografia

### Album studio
- We'll Live and Die in These Towns - 2007 (#1 UK)
- Music for the People - 2009 (#2 UK)
- Streets in the Sky - 2012

### Singoli
- 2006 "40 Days and 40 Nights" — (limited to 1000 vinyl)
- 2007 "It's Not OK" - (limited vinyl and CD UK)
- 2007 "Away from Here" (#8 UK)
- 2007 "Had Enough" (#4 UK)
- 2007 "You're Not Alone" (#18 UK)
- 2007 "We'll Live and Die in These Towns" - (#21 UK)
- 2008 "This Song" (#41 UK)
- 2009 "No Time For Tears" (#16 UK)
- 2009 "Sing When You're In Love" (#122 UK)
- 2009 "Be Somebody" (#193 UK)
- 2012 "Gimme The Sign (Download gratuito)
- 2012 "Saturday"
- 2012 "Like A Dancer"

## Premi
- Q Awards - Best New Act (2007)
- XFM Awards - Best British Debut Album of 2007
- NME Awards - Best New Band (2008)